# بخيت وبخيتة (مسرحية)
بخيت وبخيتة، مسرحية كوميدية كويتية من إنتاج 2010  وإخراج علي الحسيني. واحداث حول بخيت (طارق العلي) رجل بدوي يزوج من شقيقة زوج خالته بخيتة (هيا الشعيبي) وهي حضرية وذلك يعني ان لا فرق بين (حضري) و(بدوي) والمسرحية من تاليف أيمن الحبيل.

## بطولة
- طارق العلي. بخيت
- جمال الردهان. أبو مرزوق
- هيا الشعيبي. بخيته
- شهاب حاجيه. أبو عواطف
- أحمد الفرج.
- فرحان العلي. انمار
- خالد العجيرب. مرزوق
- هاني الطباخ.
- سوسن الهارون.
- فهد البناي. راكان
- محمد باش.
- مبارك المانع.
- سلطان الفرج. عايض
- مارتينا (ممثلة). نورمان
- سلطان العلي